# Raymond Duperreau
Raymond Rouveyre-Duperreau est un militaire et homme politique français, né le 1er décembre 1761 à Valence (Dauphiné) et mort le 2 décembre 1827 à Valence (Drôme).

## Biographie
Reymond-Éléonore-Marc-Jean-Baptiste-Félix-Fortunat-Achille-Gabriel Rouveyre-Duperreau naît le 1er décembre 1761 à Valence et est baptisé deux jours plus tard en l'église Saint-Jean de Valence. Il est le fils de Marc-Antoine Rouveyre-Duperreau, commandant de la ville de Valence, et de son épouse, Gabrielle Chaix.
Capitaine d'infanterie, officier au régiment de Bretagne, maire de Loriol, il est secrétaire général de la préfecture de la Drôme en 1811 puis député de la Drôme en 1815, pendant les Cent-Jours.
Il meurt le 2 décembre 1827 à Valence. 

## Distinctions
- Chevalier de la Légion d'honneur (brevet du 20 octobre 1820)[4]

## Pour en savoir plus